# Imperial (automobile)
Pour les articles homonymes, voir Imperial et Chrysler Imperial.
Imperial est une marque automobile américaine du groupe Chrysler, commercialisée d'abord de 1955 à 1975, puis réapparue brièvement entre 1981 et 1983.

## Description
La Chrysler Imperial était au départ le modèle de luxe de la gamme Chrysler, avant de devenir une marque haut de gamme à part entière en 1955, destinée à concurrencer les marques Cadillac (dans le groupe General Motors) et Lincoln (dans le groupe Ford). De 1955 à 1963, les Imperial furent influencées par le style « Forward Look » (« Regard vers l'Avant »), créé à cette époque par le designer Virgil Exner pour les différentes marque du groupe Chrysler.
Une Imperial Crown de 1966 customisée et nommée Black Beauty sert de véhicule aux personnages dans Le Frelon vert et The Green Hornet éponymes.

## Première Génération (1955 - 1956)

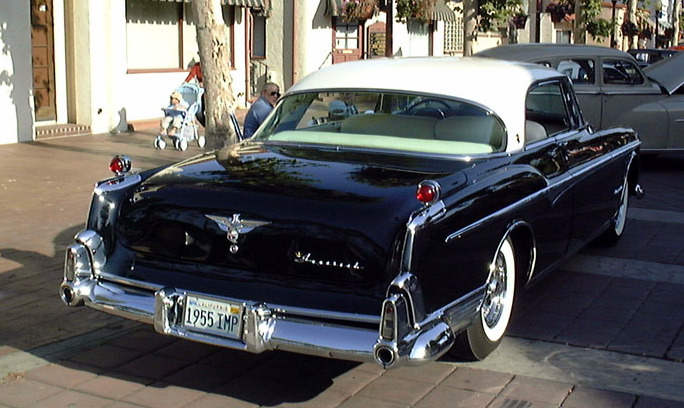
Imperial Newport de 1955

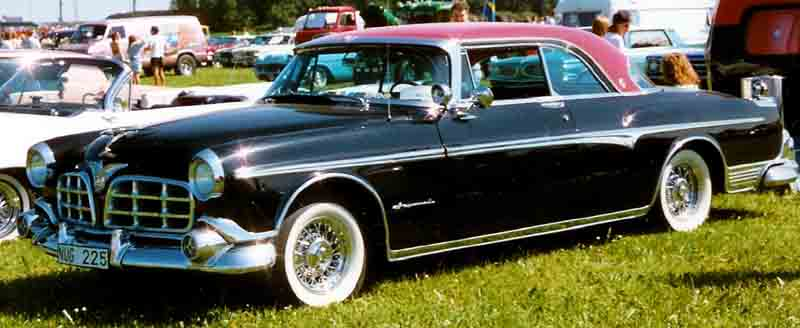
Imperial Newport de 1955

En 1955, l'Imperial a été lancée en tant que marque distincte, en dehors de la marque Chrysler. C'était donc un véhicule de la nouvelle division Imperial de la Chrysler Corporation, ce qui signifie qu'elle ne porterait pas le nom de Chrysler,. Chrysler Corporation a envoyé des avis à toutes les agences de licences d'État dans les 48 États de l'époque, les informant que l'Imperial, à partir de 1955, ne serait plus enregistrée comme Chrysler, mais comme une marque distincte,. Chrysler a ensuite introduit le style prospectif de Virgil Exner, qui définirait le look de l'Imperial (et le look des voitures des quatre autres divisions Chrysler) de 1955 à 1963,. Dès 1954, les annonces de Chrysler ont commencé à séparer visiblement et consciemment l'Imperial de la gamme de voitures de la division Chrysler aux yeux du public, pour se préparer au grand changement à venir en 1955,. Une fois la marque "Imperial" introduite, Cadillac n'utilisa plus le nom "Imperial" pour ses limousines haut de gamme à partir de 1955.

### 1956
Les modèles de 1956 étaient similaires, mais avaient de plus petits ailerons arrière. Le Hemi V8 a été agrandi à 354 cu in (5,8 L) avec un total de 280 chevaux, et une berline à toit rigide Southampton à quatre portes a été ajoutée à la gamme. 10 268 exemplaires ont été produits. Avec un empattement de 133 pouces (3 378 mm), plus long que l'année précédente de 3,0 pouces (76 mm), il fut le plus long jamais créé pour une Imperial. Cela a également contribué à une augmentation de leur longueur totale à 229,6 pouces (5 832 mm).
1956 fut l'année où Chrysler a présenté la transmission automatique à bouton-poussoir PowerFlite, avec le TorqueFlite à trois vitesses devenant disponible au milieu de l'année; 

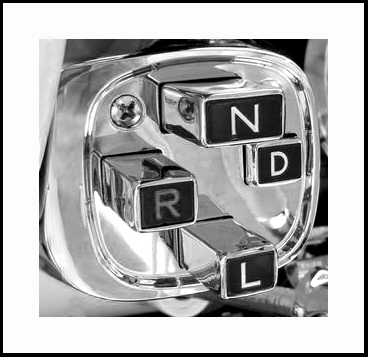
Boite de vitesses Powerflite à bouton-pressoir

Le 28 avril 1955, Chrysler et Philco ont annoncé le développement et la production du premier autoradio tout transistor au monde, le modèle Mopar 914HR. Il a été développé et produit par Chrysler et Philco et était proposé en option de 150,00 $ sur l'Imperial de 1956. Philco a fabriqué le Mopar 914HR à partir de l'automne 1955 dans son usine de Sandusky Ohio, pour Chrysler,,.

## Deuxième génération (1957 - 1966)
En 1957, l'Imperial a reçu sa propre plate-forme, la distinguant de toute autre division de Chrysler. Les Imperial au cours de cette période étaient considérablement plus larges, à l'intérieur et à l'extérieur, que les autres Mopars. La largeur extérieure a atteint un maximum de 81,7 po (2 075 mm) pour 1961–1963, ce qui demeure le record de la plus large voiture américaine non-limousine. Après la réduction des effectifs de Lincoln pour 1961, cette génération d'Imperial n'avait plus de véritable concurrent pour le titre de plus grande voiture pendant le reste de sa durée de vie d'une décennie.
Un avantage des Imperial de ce millésime était leur puissance; leur résistance aux chocs les a fait interdire de la plupart des derbies de démolition.
Un autre avantage était qu'Imperial, et tous les Mopars, ont reçu la suspension "Torsion-Aire" pour 1957. Torsion-Aire était un système de suspension avant à barre de torsion à action indirecte qui réduisait le poids non suspendu et déplaçait le centre de gravité de la voiture vers le bas et vers l'arrière. La suspension à barre de torsion à l'avant combinée à des ressorts à lames multiples à l'arrière a permis une conduite plus douce et une meilleure maniabilité. Les hard-tops sans pilier, dans les configurations à deux et à quatre portes, ont obtenu la désignation Southampton.

## Slogans
Ci-dessous, les slogans publicitaires successivement utilisés par la marque:
- "America's Most Carefully Built Car" (La voiture d'Amérique construite avec le plus d'attention)
- "The Finest Car America Has Yet Produced" (La voiture la plus distinguée jamais produite en Amérique)
- "Finest Product of Chrysler Corporation" (La voiture la plus distinguée de la Chrysler Corporation)
- "The Incomparable Imperial" (L'incomparable Imperial)
- "It's Time for Imperial" (1981–1983) (C'est le moment pour une Impérial)

## Galerie d'images

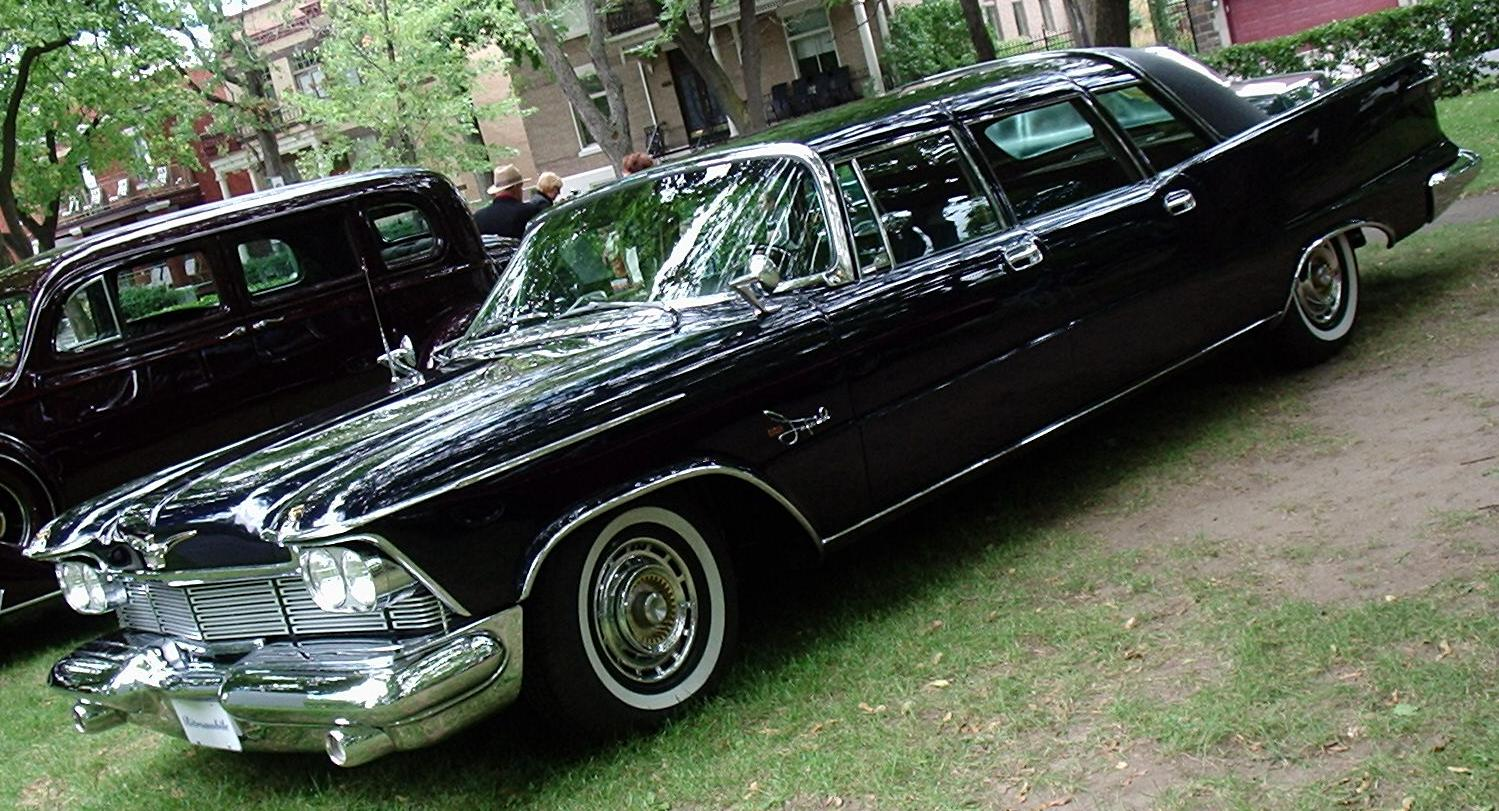
1958 Imperial Crown Ghia Limousine
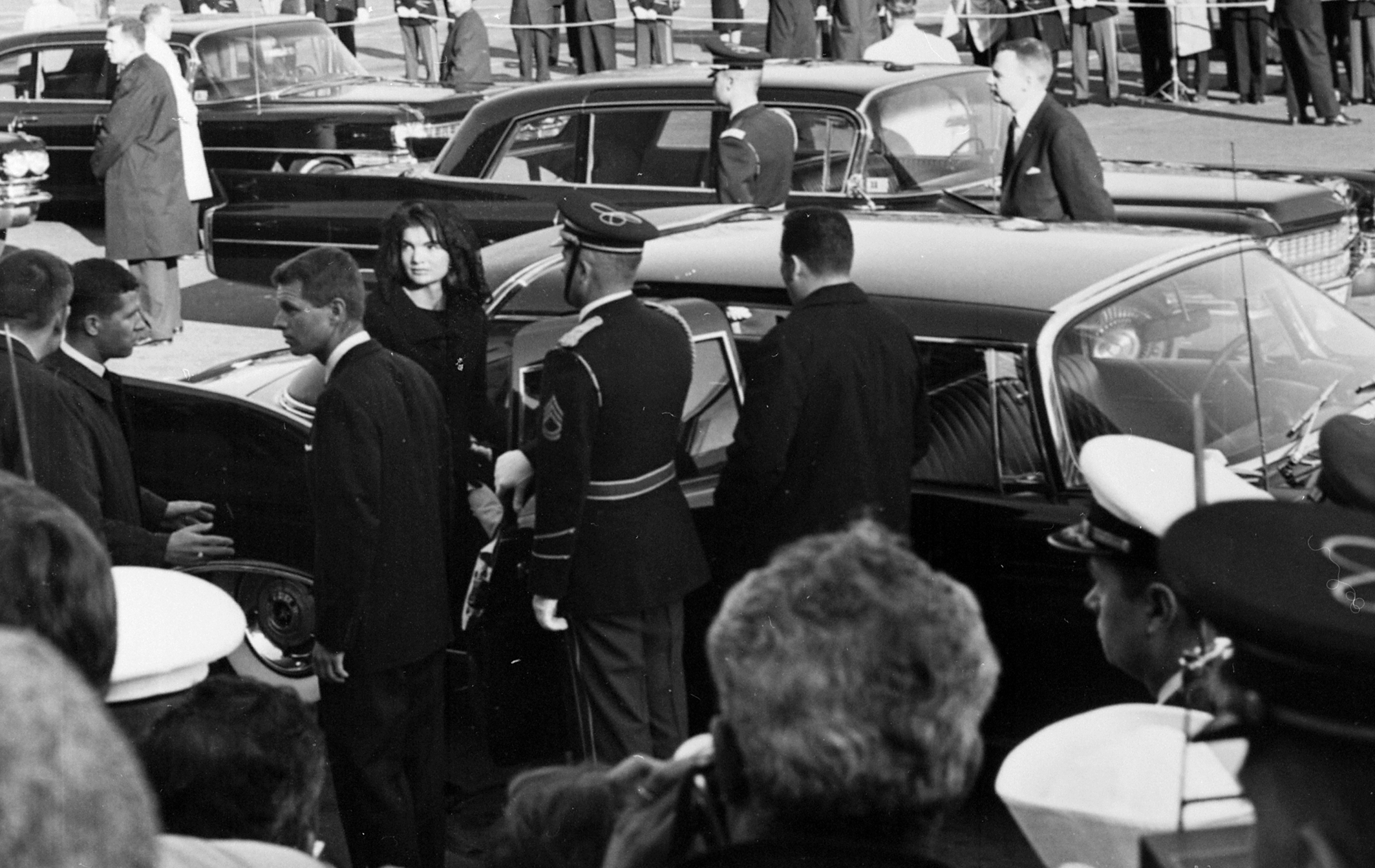
Jacqueline Kennedy, derrière Robert F. Kennedy, s'apprêtant à monter dans une 1960 Imperial Crown limousine après l'enterrement du président John F. Kennedy à la cathédrale Saint-Matthieu
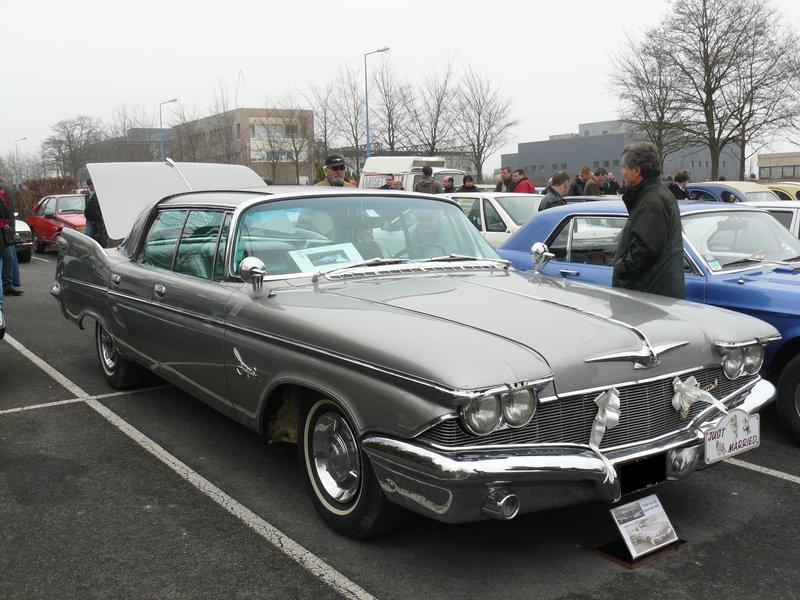
Imperial Crown 1960
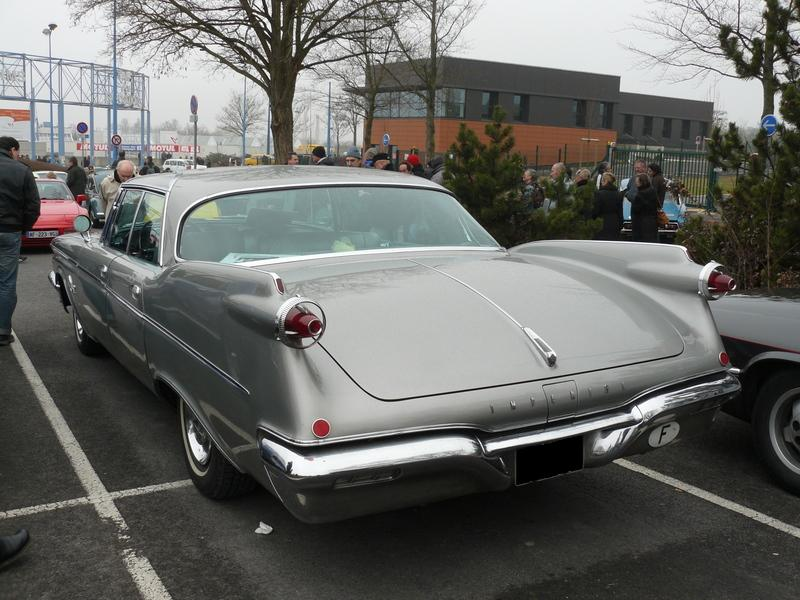
Imperial Crown 1960
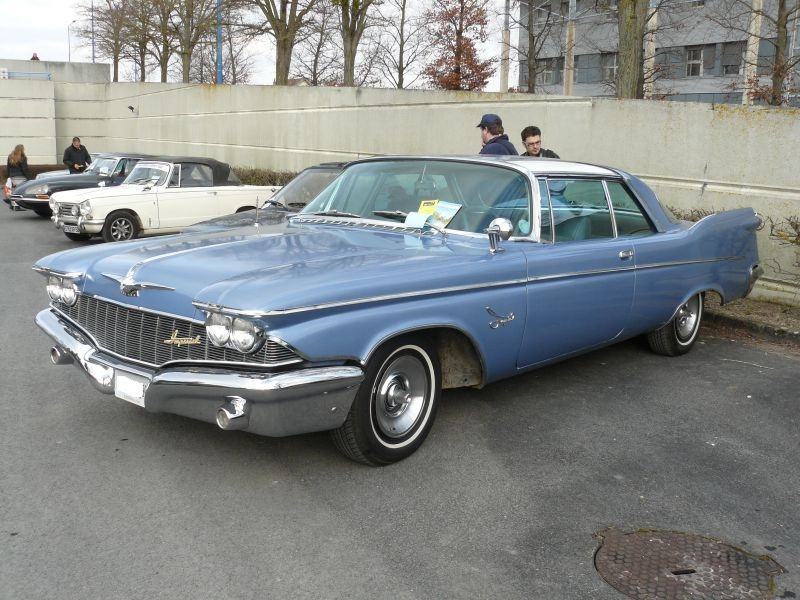
Imperial Coupé 1960
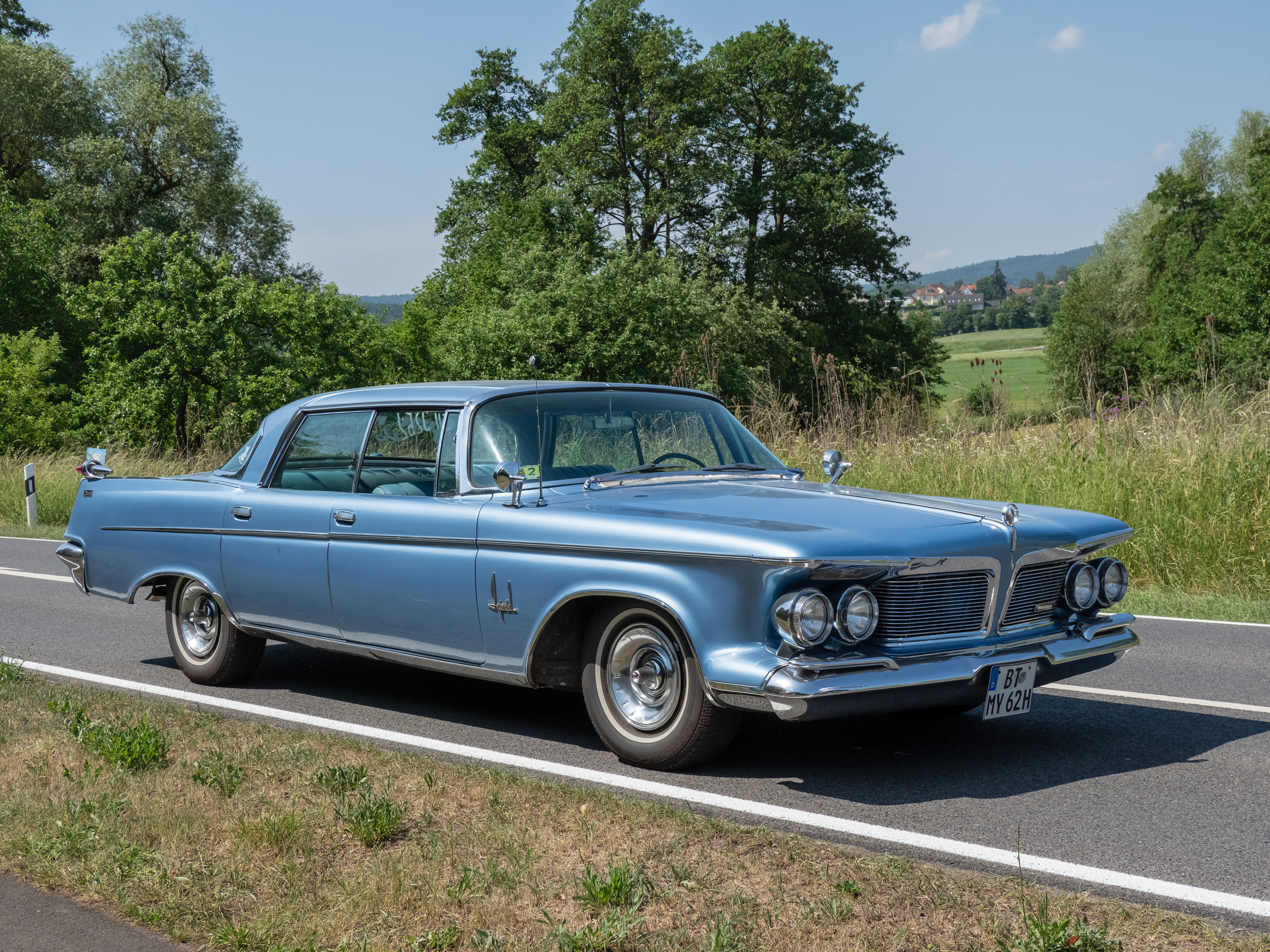
Imperial Crown 1962
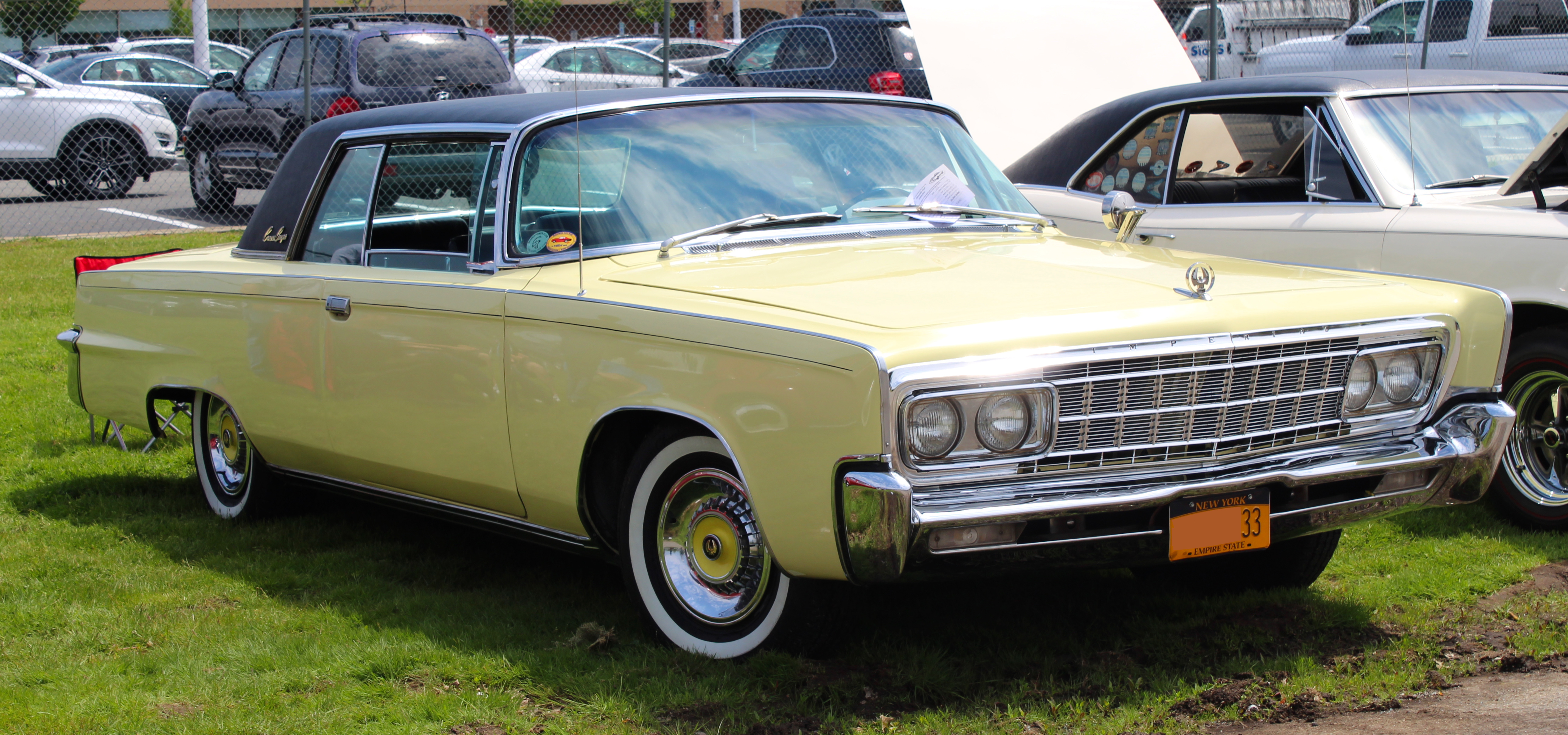
Imperial Crown 1966
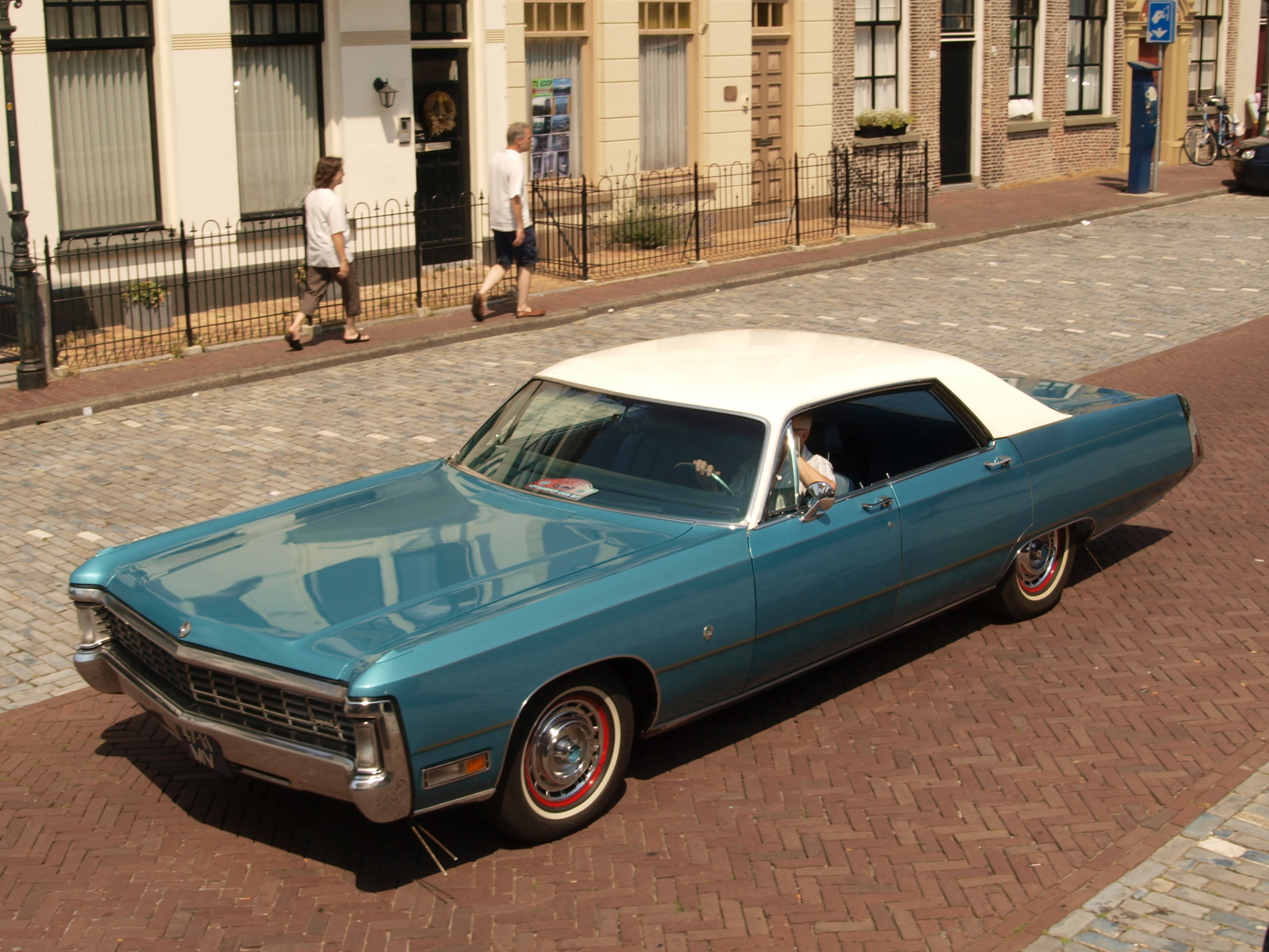
Imperial Crown 1970
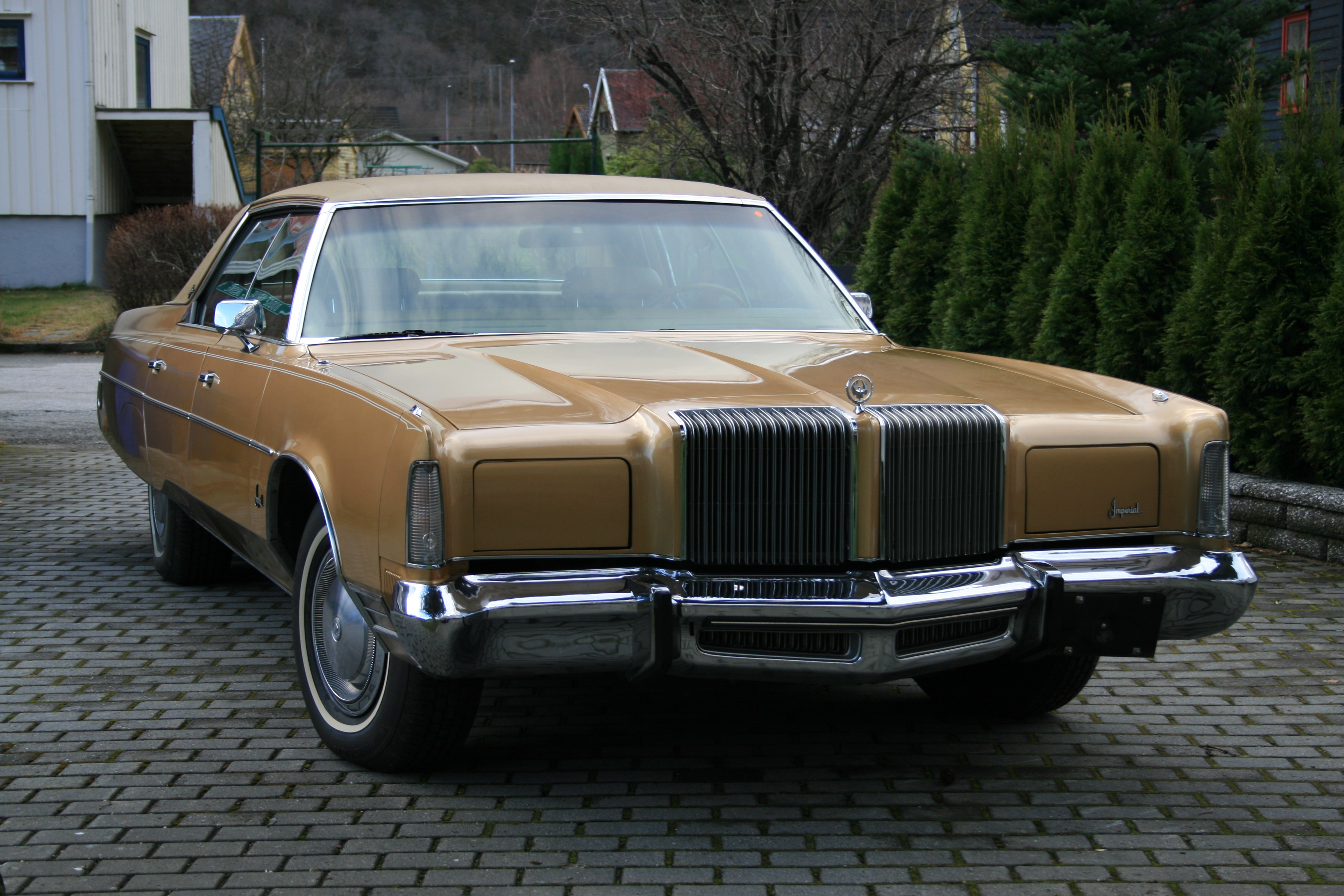
Imperial Crown 1975
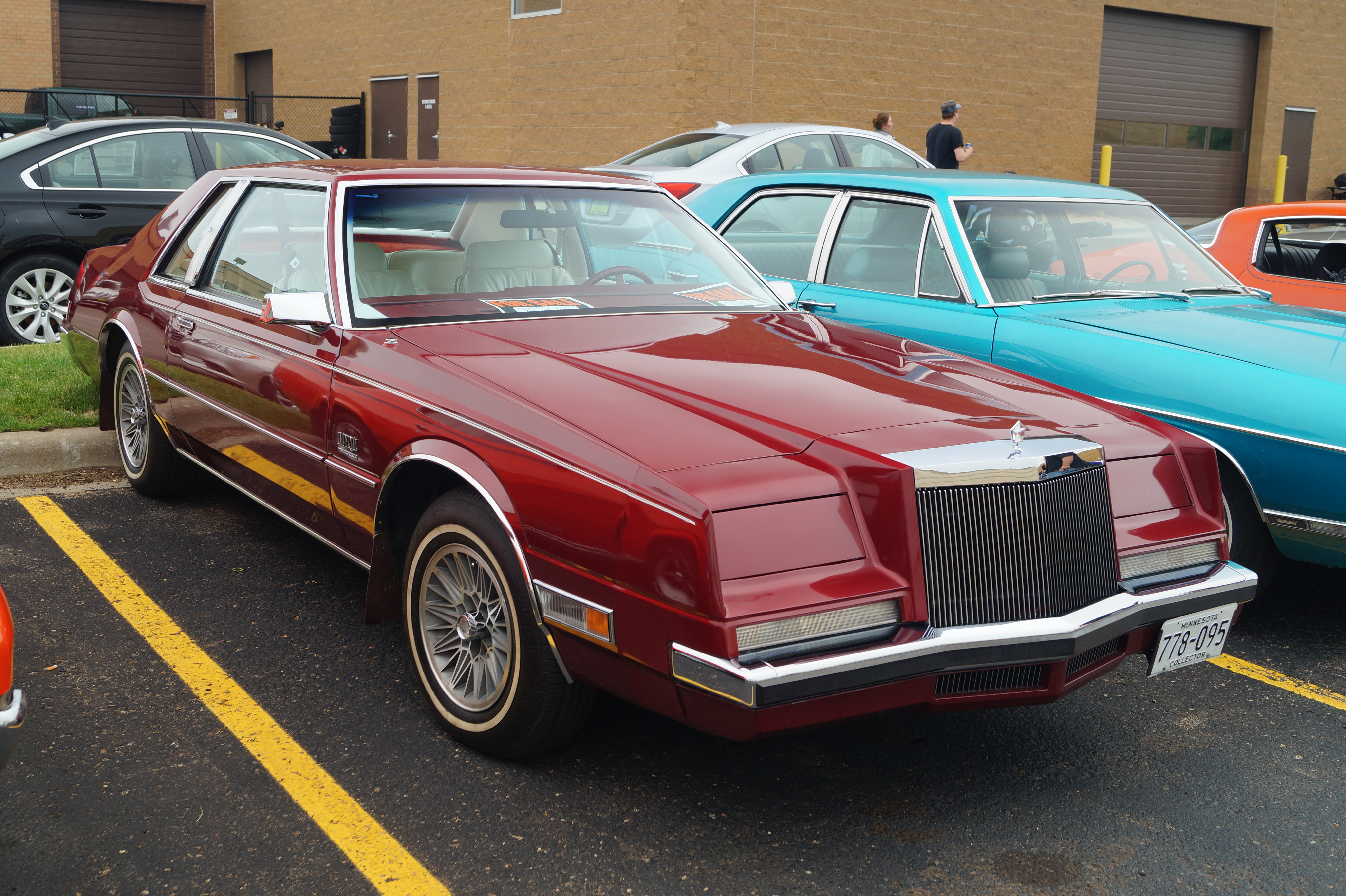
Impérial 1982